# Sfruttamento del 10% del cervello

Il cervello umano visto in sezione

Lo sfruttamento del 10% del cervello è una credenza, assai diffusa, secondo la quale le capacità intellettuali degli esseri umani non sarebbero sfruttate appieno, sostenendo che gran parte del cervello umano non sarebbe utilizzata e se lo fosse consentirebbe all'individuo di godere di capacità straordinarie. Alcuni ritengono che nell'ipotetico 90% di potenziale cerebrale inutilizzato si nasconderebbero notevoli capacità psicocinetiche e psichiche in generale, oltre alla possibilità di sviluppare percezioni extrasensoriali.
Sebbene le capacità intellettive del singolo individuo possano crescere nel corso degli anni tramite l'istruzione, percorsi lavorativi e processi di vita quotidiana, la credenza che nella vita si utilizzi sostanzialmente solo il 10% del potenziale effettivo è priva di fondamento scientifico e contraddetta dalle conoscenze in merito; pur se taluni aspetti del cervello umano rimangono sconosciuti, ad oggi sono note tutte le parti del cervello e le funzioni ad esso associate.

## Origini e storia
Una possibile origine della credenza o “mito”, come definito da alcuni autori, è attribuita alle teorie sulla "riserva di energia" degli psicologi dell'Università di Harvard, William James e Boris Sidis, formulate nel corso degli anni 1890 e testate nell'impostazione del percorso formativo e didattico dello stesso figlio di Sidis, William James, un bambino prodigio, molto versato per la matematica, con un quoziente di intelligenza di 250–300; questa esperienza condusse James ad affermare nel 1908: «Stiamo facendo uso di solo una piccola parte delle nostre possibili risorse mentali e psicologiche». un concetto successivamente ribadito dallo scrittore statunitense Lowell Thomas che, nell'introduzione al saggio di Dale Carnegie, How to win friends and influence people (1936), attribuì erroneamente all'affermazione di James anche un preciso valore percentuale, quello appunto del 10%.
L'origine della credenza si può altresì far ricondurre alle condizioni della ricerca neurologica della fine del XIX secolo e l'inizio del XX secolo. Per esempio, le funzioni di molte regioni del cervello (specialmente nella corteccia cerebrale) sono sufficientemente complesse perché gli effetti di un danno siano difficili da rilevare, inducendo i primi neurologi a interrogarsi sull'effettiva funzione e potenzialità di queste aree. Nello stesso periodo, si era scoperto, inoltre, che il cervello è prevalentemente costituito da cellule gliali tanto da superare, in numero, i neuroni di ben nove volte, un rapporto che si adatta anch'esso al mito del 10%. 
Sullo stesso filone di pensiero è anche James W. Kalat, autore di Biological Psychology (1998), che ipotizza che questa credenza possa essere nata da un possibile travisamento, da parte dei neuroscienziati degli anni 1930, della funzione dei neuroni locali (i neuroni privi di assoni) che sono presenti in gran numero nel cervello.'
Si dice, infine, che anche il celebre scienziato Albert Einstein avrebbe lasciato scritto, in alcuni appunti personali, che l'individuo medio usa solo il 10% del cervello, affermazione che i mass media avrebbero più volte riproposto nel tempo, facendo assurgere il racconto a un dato di fatto.
Anche l'organizzazione religiosa Scientology proclama che l'individuo medio utilizzi soltanto il 10% della sua capacità mentale. I membri della setta credono che con la pratica della Dianetica, la disciplina pseudoscientifica ideata da Ron Hubbard, la percentuale di utilizzo del cervello possa aumentare.
La credenza della sottoutilizzazione del cervello è diffusa attivamente da individui e organizzazioni come se fosse una teoria, basata su osservazioni ed analisi empiriche, principalmente allo scopo di proporre corsi finalizzati all'accrescimento del proprio potenziale; tale mito ricorre inoltre in talune pubblicità.
Anche alcune religioni creazioniste sostengono questa credenza, ritenendo che gli esseri umani, dopo l'espulsione dal giardino dell'Eden a seguito del peccato originale, persero la "perfezione" e il loro corpo, compreso il cervello, cominciò un lento declino che tuttora continua.

## Confutazione di Beyerstein
Il neuroscienziato Barry Beyerstein ha fondato la sua principale confutazione sulla base di sette specifici punti atti a dimostrare l'infondatezza della credenza. La confutazione si basa così su:
1. Studi sui danni al cervello. Se, normalmente, il 90% del cervello fosse inutilizzato, eventuali danni in queste aree non avrebbero alcun effetto sull'individuo; al contrario, è dimostrato che non esiste nessuna area del cervello che, se danneggiata anche minimamente, non abbia effetti anche gravi sulle capacità dell'individuo.
2. Evoluzione. Il cervello è l'organo umano più dispendioso in assoluto in termini di consumo di ossigeno e di elementi nutritivi: pur rappresentando solamente il 2% della massa dell'intero corpo umano, ne assorbe circa il 20% del fabbisogno energetico. Se davvero il 90% fosse inutilizzato, l'uomo avrebbe potuto avere un grande vantaggio in termini di sopravvivenza possedendo un cervello molto più piccolo ed efficiente, per cui la selezione naturale avrebbe eliminato la parte di cervello inutilizzata.
3. Immagini di tomografie cerebrali. Tecnologie come la tomografia a emissione di positroni e la risonanza magnetica funzionale permettono di monitorare le attività del cervello: da esse risulta, ad esempio, che tutte le parti del cervello sono sempre in attività, anche durante il sonno, e solo in caso di gravi danni cerebrali vengono rilevate parti di cervello non attive.
4. Localizzazione delle funzioni. Sebbene il cervello si comporti come una singola massa, possiede distinte aree per distinte funzioni; decenni di ricerche hanno permesso una mappatura completa e non vi è nessuna area del cervello a cui non sia mai stata associata una precisa funzione.
5. Analisi microstrutturale. Esistono metodi di indagine basati su misure microscopiche, realizzate con l'inserimento di un elettrodo nel cervello, che permettono di monitorare l'attività di piccolissimi gruppi di cellule (multi-unit microelectrode recording) o, addirittura, di un singolo neurone (single-unit microelectrode recording). Se davvero il 90% del cervello umano fosse inutilizzato, queste tecniche l'avrebbero rivelato per via strumentale.
6. Studi metabolici.
7. Decadimento neuronale. Le cellule cerebrali non utilizzate vanno inevitabilmente incontro ad un decadimento, pertanto, se il 90% del cervello fosse inutilizzato, una semplice autopsia rivelerebbe un profondo decadimento del 90% delle cellule cerebrali.

## Nella cultura di massa
Il film Limitless di Neil Burger (2011), tratto dal romanzo Territori oscuri (The Dark Fields) di Alan Glynn, è incentrato proprio su questa credenza. Nel film il protagonista Eddie Morra, interpretato da Bradley Cooper, assume un nuovo farmaco sperimentale chiamato NZT-48, che sblocca ed amplifica le potenzialità della propria mente, permettendogli di fare e ricordare cose strabilianti, ma che nel giro di poco tempo gli crea dipendenza come una droga. Sul film è basata una serie televisiva omonima del 2015.
Un altro film che ha come tema la credenza sulla percentuale di cervello sfruttata è Lucy di Luc Besson (2014): la giovane protagonista Lucy, interpretata da Scarlett Johansson, viene costretta a trasportare nel suo addome una droga di recente sintesi, il CPH4. A seguito di un pestaggio la droga si diffonde nel suo addome ed essa sperimenta un sempre maggiore sfruttamento delle sue capacità cerebrali, assumendo poteri sovrumani sempre più grandi.
Nel film comico Italiano medio (2015), diretto ed interpretato da Maccio Capatonda, il protagonista Giulio Verme ingerisce delle pillole che fanno temporaneamente diminuire la percentuale di utilizzo del suo cervello dal 20% al 2%, cambiando radicalmente la sua personalità.